# Pascal Fauvel
Pascal Fauvel, född 8 april 1882, död 22 oktober 1942, var en fransk bågskytt. Han deltog vid olympiska sommarspelen 1920.